# Cybaeina minuta
Cybaeina minuta är en spindelart som först beskrevs av Banks 1906.  Cybaeina minuta ingår i släktet Cybaeina och familjen vattenspindlar. Inga underarter finns listade i Catalogue of Life.